# Klaus Mainzer

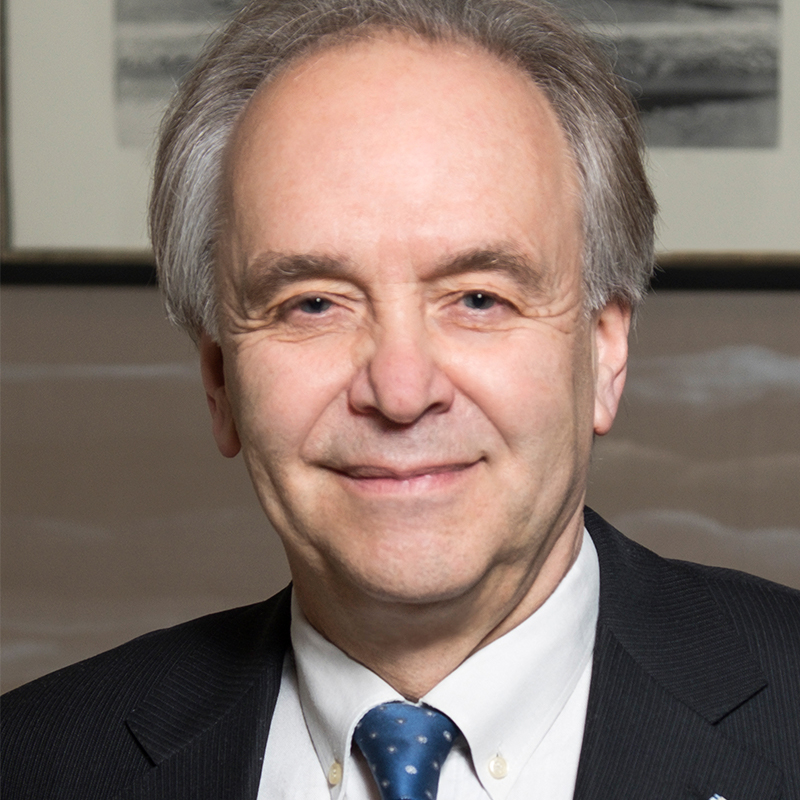
Klaus Mainzer, 2018

Klaus Mainzer (* 13. September 1947 in Opladen) ist ein deutscher Philosoph und Wissenschaftstheoretiker.

## Leben
Nach dem Abitur am Landrat-Lucas-Gymnasium in Opladen studierte Klaus Mainzer Mathematik, Physik und Philosophie. Im Jahre 1973 erwarb er die Promotion in Philosophie und Grundlagen der Mathematik („Mathematischer Konstruktivismus“) und 1979 die Habilitation für Philosophie mit einer Arbeit über „Raum, Geometrie und Kontinuum“ an der Universität Münster. 1980 hatte er ein Heisenberg-Stipendium. Danach war er Professor für die Grundlagentheorie und Geschichte der Exakten Wissenschaften an der Universität Konstanz von 1981 bis 1988 und von 1985 bis 1988 Prorektor dieser Universität.
Von 1988 bis 2008 war er Professor für Wissenschaftsphilosophie sowie Direktor des Instituts für Philosophie und seit 1998 Gründungsdirektor des Interdisziplinären Instituts für Informatik an der Universität Augsburg. 2008 bis 2016 hatte er den Lehrstuhl für Philosophie und Wissenschaftstheorie an der Technischen Universität München (TUM) inne und wurde zum Direktor der Carl von Linde-Akademie ernannt. 2012 bis 2014 war er Gründungsdirektor des Munich Center for Technology in Society (MCTS) an der Technischen Universität München (TUM). Seit 2016 ist er „TUM Emeritus of Excellence“, seit 2019 Seniorprofessor und Mitbegründer des C.F. von Weizsäcker Center der Eberhard Karls Universität Tübingen.
Er war Mitglied des Advisory Board des TUM Institute for Advanced Study (IAS) (2009–2016), Principal Investigator (PI) des TUM Exzellenzclusters Cognition in Technical Systems (CoTeSys) (2009–2014) und Mitglied des Editorial Board des International Journal of Bifurcation and Chaos in Applied Sciences and Engineering (2005–2015). Er ist Mitglied des Research Center for Education and Information (Peking-Universität), seit 2007 der Academia Europaea (London), der Europäischen Akademie der Wissenschaften und Künste (Salzburg) und seit 2020 Präsident der Akademie, Mitglied der Deutschen Akademie der Technikwissenschaften (acatech), dort Sprecher des Arbeitsprojekts „Verantwortung“ 2018–2019 und seit 2018 Sprecher des AK (Arbeitskreises) „Grundfragen“. Mainzer war Mitglied des Stiftungsrats der Daimler und Benz Stiftung (Ladenburg) (1998–2008) und ist seit 2020 Vorsitzender des Stiftungsrats der Udo-Keller-Stiftung Forum Humanum (Hamburg). Vortragsreisen/Gastprofessuren führten ihn nach Brasilien, China, Indien, Japan, Südkorea, USA und Russland. Er war Gastwissenschaftler u. a. des Euler International Mathematical Institute (St. Petersburg), des Hausdorff Research Institute for Mathematics (Bonn) und des Leibniz-Zentrums für Informatik Schloss Dagstuhl.
Klaus Mainzer publizierte zunächst über den Zahlbegriff, Grundlagen der Geometrie, Raum, Zeit, Symmetrie und Quantenmechanik. Bekannt wurde er als Grundlagentheoretiker komplexer Systeme und der Künstlichen Intelligenz (KI), der ihre gesellschaftlichen Folgen im Zeitalter der Digitalisierung berücksichtigt. Er untersuchte zunächst mathematische Modelle von komplexen Systemen (z. B. Zellulärer Automat und Neuronales Netz), die sich in der Natur selber organisieren – von molekularen und zellulären Systemen bis zu Organismen und Gehirnen. Mit Leon O. Chua (UC Berkeley) stellte er heraus, dass Nichtlinearität und Instabilität eines Systems nicht ausreichen, um die Entstehung neuer Strukturen (Emergenz) zu erklären. Voraussetzung ist das Prinzip der lokalen Aktivität, das mathematisch auch die Entstehung komplexer Strukturen am Rand des Chaos erklärt.
In der mathematischen Grundlagenforschung begann er mit Studien zur Konstruktiven Mathematik vor dem Hintergrund von Kants Philosophie. Ausgehend von Graden der Berechenbarkeit und Konstruktivität geht es ihm um die erkenntnistheoretische Frage, wieweit mathematisches Beweisen (und damit menschliches Denken) auf Algorithmen (und damit Computer) reduzierbar ist. Die Berechnung der Welt führt erneut auf komplexe Systeme und die Frage, bis zu welchem Grad sie digitalisierbar sind (z. B. als Quanteninformationssysteme).
In den Technikwissenschaften tritt Mainzer für verstärkte Grundlagenforschung von Verifikationsprogrammen ein, um die blinden Flecken der statistischen Lernalgorithmen (Machine Learning) der KI zu überwinden. Komplexe Systeme im Internet der Dinge (z. B. Smart Mobility, Industrie 4.0) führen zu einer Datenexplosion (Big Data), die Sicherheits- und Verantwortungsfragen aufwerfen. Neben Programmverifikation fordert Mainzer deshalb Technikgestaltung, die von vornherein soziale, ökologische, ethische und rechtliche Gesichtspunkte in der Innovation mitberücksichtigt. Im globalen Wettstreit der Weltsysteme fordert er, dass sich der Innovationsraum Europa auf sein Erbe der individuellen Menschenrechte besinnt und Künstliche Intelligenz als Dienstleistungssystem weiterentwickelt.

## Publikationen (Auswahl)
- Künstliche Intelligenz: Wann übernehmen die Maschinen? Springer, 2016, ISBN 978-3-662-48452-4. (2., erweiterte Auflage 2019, ISBN 978-3-662-58045-5)
- Information: Algorithmus-Wahrscheinlichkeit-Komplexität-Quantenmechanik-Leben-Gehirn-Gesellschaft. Berlin University Press, 2016, ISBN 978-3-7374-1322-0.
- The Digital and the Real World. Computational Foundations of Mathematics, Science, Technology, and Philosophy. World Scientific Singapore, 2018, doi:10.1142/10583.
- Wie berechenbar ist unsere Welt? Herausforderungen für Mathematik, Informatik und Philosophie im Zeitalter der Digitalisierung. (= Essentials). Springer, 2018, ISBN 978-3-658-21297-1.
- Causality in Natural, Technical, and Social Systems, in: European Review (Academia Europaea/Cambridge University Press), Vol. 18, No. 4, 2010, 433-454; doi:10.1017/S1062798710000244
- The Digital and the Real Universe. Foundations of Natural Philosophy and Computational Physics. In: Philosophies 2019 4(1), 3, doi:10.3390/philosophies4010003.
- Artificial Intelligence. When do Machines take over? Springer, 2019, ISBN 978-3-662-59717-0.
- Leben als Maschine: Wie entschlüsseln wir den Corona-Kode? Von der Systembiologie und Bioinformatik zur Robotik und Künstlichen Intelligenz. (2. erweiterte Aufl.) Brill Mentis, 2020, ISBN 978-3-95743-222-3.
- Quantencomputer. Von der Quantenwelt zur Künstlichen Intelligenz. Springer, 2021, ISBN 978-3-662-61997-1.
- Artificial Intelligence. When do machines take over? (English translation: Springer 2019, ISBN 978-3-662-59716-3, Chinese translation: Tsinghua University Press 2022, ISBN 978-7-302-59257-0)
- Zeit – von der Urzeit zur Computerzeit. Iranian translation 2023. ISBN 978-600-117-419-3
- Zukunft durch nachhaltige Innovation im Wettbewerb der Systeme. Springer 2023. ISBN 978-3-662-66325-7
- ChatGPT and Artificial Intelligence: From Foundations to Applications in Education (Chinese), in: Peking University Education Review. General No. 81 No.1 2023, 35-48. ISSN 1671-9468
- The emergence of symmetries in classical physics, in: Journal of Physics: Conference Series HAPP Centre: 10th Anniversary Commemorative Volume 2877 012100 2024 Oxford. DOI:10.1088/1742-6596/2877/1/012100
- Artificial Intelligence of Neuromorphic Systems. From Digital, Analogue, Quantum, and Brain-Oriented Computing to Hybrid AI. World Scientific: Singapore 2024. ISBN 978-981-12-9007-7